# Часовня Святого Розария (Чернихув)
Часовня святого Розария (пол. Kaplica Różańcowa) — католическая часовня в Польше, находящаяся в населённом пункте Чернихув, в гмине Чернихув Краковского повята Малопольского воеводства. Часовня внесена в реестр охраняемых памятников Малопольского воеводства.
Каменная часовня была построена в 1687 году по инициативе священника Лаврентия Камерера (умер в 1687 году). Ранее на восточной стороне находилась сакристия, которая была разобрана в XIX веке. В 2005 году из-за плохого состояния был разобран шпиль.
20 января 1977 года часовня была внесена был внесён в реестр охраняемых памятников Малопольского воеводства (№ А-325/М).